# Margot Gehring
Margot Gehring (* 12. Mai 1943 in Bielefeld als Margot Osthushenrich; † 15. Juli 2006 in Bad Tölz) war eine deutsche Unternehmerin, Stifterin und Trägerin des Bundesverdienstkreuzes.

## Leben und Beruf
Margot Gehring wurde als erstes von zwei Kindern der Eheleute Karl und Karin Osthushenrich, Inhaber der Firma Osthushenrich & Söhne Kistenfabrik, später O&S Polstermöbelfabrik Gütersloh geboren.
Nach ihrem Abitur 1963 in Gütersloh studierte Margot Gehring Betriebs- und Volkswirtschaftslehre an der Universität Köln, wo sie als Diplom-Kauffrau 1967 abschloss. Unmittelbar nach ihrem Studium trat sie in die Firma O&S ein, die nach dem Tod des Vaters seit 1957 von der Mutter geleitet wurde. Sie übernahm ab 1970 Geschäftsführeraufgaben. Sie arbeitete einige Jahre mit ihrem Bruder zusammen, der Anfang der 80er Jahre aus dem Unternehmen ausschied. Margot Gehring hat das Unternehmen erfolgreich geführt und entschloss sich 1991 – da sie kinderlos war – das Unternehmen an die Polstermöbelfabrik JAB Anstoetz in Bielefeld zu verkaufen.
Margot Gehring war in erster Ehe mit Jochen Berg aus Bielefeld und in zweiter Ehe mit Werner Gehring aus Gütersloh verheiratet.

## Soziales Engagement
Margot Gehring, geb. Osthushenrich, hat kurz vor ihrem Tode die Familie-Osthushenrich-Stiftung gegründet, die später in Osthushenrich-Stiftung umbenannt wurde. Nahezu das gesamte Vermögen von Margot Gehring, das im Wesentlichen aus Immobilien (Büro- und Verbrauchermarktgebäude) bestand, ist nach ihrem Tode auf die Stiftung übergegangen. Zweck der Stiftung ist die Förderung der Bildung und Erziehung von Kindern und Jugendlichen in Ostwestfalen-Lippe. 2018 hat die Stiftung an der Universität Bielefeld das Projekt „Osthushenrich-Zentrum für Hochbegabungsforschung an der Fakultät für Biologie der Universität Bielefeld“ ins Leben gerufen.

## Ehrenamtliches Engagement
Margot Gehring hat während ihrer aktiven unternehmerischen Zeit auch ehrenamtliche Tätigkeiten wahrgenommen. So war sie aktives Mitglied bei der Organisation Die jungen Unternehmer. Darüber hinaus war sie annähernd 20 Jahre als ehrenamtliche Handelsrichterin in Bielefeld tätig. Hierfür wurde ihr am 10. Februar 1981 das Bundesverdienstkreuz am Bande verliehen.